# Vivario (Francia)
Vivario (in corso Vivariu) è un comune francese di 533 abitanti situato nel dipartimento dell'Alta Corsica nella regione della Corsica.È situato nel centro geografico dell'isola
Confina attraverso il passo della Bocca di Murellu con il comune di Vezzani.
Presso il ponte di u Vechju si svolse l'omonima battaglia.

## Società

### Evoluzione demografica
Abitanti censiti

## Infrastrutture e trasporti
Vivario è attraversato dalla linea ferroviaria a scartamento metrico Bastia – Ajaccio. Sono presenti quattro impianti: due stazioni e due fermate facoltative, tutte coperte dalla relazione Bastia – Ajaccio, esercita dalla CFC. Le stazioni sono quella di Vivario, a servizio della sede comunale, e quella di Vizzavona. Le due fermate sono invece denominate Camping Savaggio e Tattone; quest'ultima è posta a servizio del vicino ospedale di Vizzavona.